# David Francke
Johann Gottfried David Francke (* 11. August 1787 in Berlin; † 8. Januar 1859 ebenda) war ein deutscher Unternehmer.

## Leben
David Francke war ein Sohn des 1786 eingebürgerten Tischlermeisters Johann Friedrich Francke und der Elisabeth Christine Francke geb. Hartmann. Er gründete 1817 in der Holzmarktstraße 35 (später geändert in 67/68) die Firma J. G. D. Francke in der Möbelnutzholz und Furniere und später auch Elfenbein verarbeitet wurden und die an diesem Standort bis 1857 existierte. Im Jahr 1832 kaufte Francke vom Preußischen Staat die Holzschneidemühlen in Lagardesmühlen bei Küstrin, die dann 1843 von Georg Friedrich Falckenberg übernommen wurden. In den Jahren 1836 bis 1838 erwarb er die Grundstücke Mühlenstraße 51–58 (heute befindet sich dort der Park an der Spree) und nahm 1837 die erste Dampfschneidemühle Berlins in Betrieb. Das Unternehmen expandierte und erwarb die nahegelegenen Grundstücke Mühlenstraße 40 (1845) und 39 (1855). 1853 wurde in Hakenfelde eine Dampfschneidemühle errichtet, ein großes Sägewerk mit sechs Vollgattern (die einen großen runden Baum mit zehn Sägen gleichzeitig zu zehn Brettern schneiden konnten) und drei einfachen vertikalen Sägen. 1846 wurde Francke als stellvertretender Stadtverordneter gewählt.

## Familie und Nachfolge
Francke und seine Ehefrau Wilhelmine geb. Protzen hatten mehrere Söhne und Töchter.
Sein Sohn Ernst Carl Francke (1823–1895), der seine Ausbildung im väterlichen Geschäft erhalten hatte, übernahm 1860 die Holzhandlung und führte sie als Dav. Francke Söhne fort. Auch dessen Söhne Max (1866–ca. 1932) und Arthur (1867–1941), die traditionsgemäß im väterlichen Betrieb ausgebildet wurden, führten den Betrieb weiter und erweiterten ihn um 1900 um Filialen am Maybachufer (heute Neukölln) und der Hoffmannstraße (heute Treptow-Köpenick). 1941 gründete der Kommerzienrat Arthur Francke aus Dankbarkeit für 50 Jahre Tätigkeit in der Firma die Arthur Francke´sche Stiftung. Im Holzhandel war die Firma Dav. Francke Söhne noch bis 1970 nachweisbar an wechselnden Adressen in Berlin tätig. 1920 wurde die Tochterfirma Francke'sche Grundstücksverwaltung gegründet, die noch heute existiert.
David Franckes Sohn, Theodor Francke, erhielt ebenfalls seine Ausbildung im väterlichen Betrieb, machte sich später selbständig und betrieb in der Schmidstraße 25 (heute Neue Jakobstraße in Kreuzberg) eine Elfenbein-Schneideanlage und -Handlung.
1897 erwarben Max und Arthur Francke das Waldgut Mokrzyszów bei Tarnobrzeg in Galizien.
Neben den Sägewerken in Berlin hatte die Firma Dav. Francke Söhne seit 1922 auch ein Sägewerk in Marienwerder am Finowkanal, und eine Sägemühle in Karlsdorf bei Bromberg.
Franckes Familiengrab befindet sich auf dem Kirchhof Jerusalem und Neue Kirche II, Abt. 3, in Berlin-Friedrichshain.

## Ehrungen
Seit 17. Juni 1997 ist die David-Francke-Straße in Berlin-Spandau zu seinen Ehren benannt.